# 弗拉基米尔 (博戈亚夫连斯基)

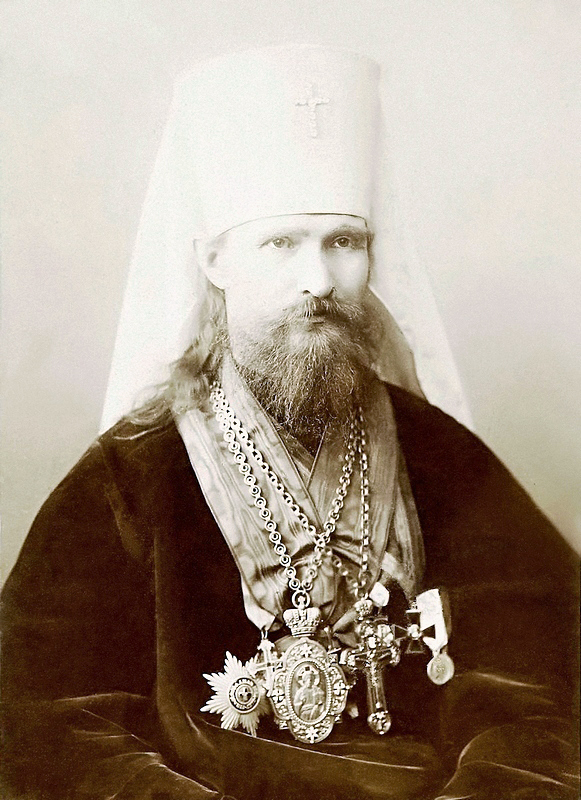
弗拉基米尔

弗拉基米尔（俄语：Владимир）洗名瓦西里·尼基福罗维奇·博戈亚夫连斯基（俄语：Василий Никифорович Богоявленский; 1848年1月1日 - 2月7日1918年［儒略曆1月25日］）是基辅都主教（1915年至1918年），莫斯科都主教（1898年至1912年）。 
瓦西里·波戈雅夫连斯基出生于坦波夫一个神父家庭，毕业于坦波夫神学院和基辅神学院。他随后返回坦波夫，在其母校任教。1882年，瓦西里晋升为科兹洛夫城的神父。1886年他的妻子和孩子去世后，他发愿修道，更名为弗拉基米尔，并担任该城圣三一修道院的院长。
1888年，弗拉基米尔院长前往圣彼得堡担任副主教，协助都主教，接受了主教祝圣礼。他很快就被派到薩馬拉，然后是格鲁吉亚，在那里他住了5年。1898年，弗拉基米尔主教被召往莫斯科，被任命为莫斯科都主教。
1905年俄国革命期间，弗拉基米尔都主教发表了一篇文章，题为“在这些困扰的日子里我们应该做些什么？”（Что нам делать в этитревожные наши дни?），并下令要在莫斯科及其周围所有教堂向人们大声宣读。在这篇文章中，他告诉莫斯科人关于编写《犹太人贤士议定书》者的“反基督教”的罪恶意图。
弗拉基米尔都主教的讲话在俄罗斯正教会信徒中产生了巨大的反响。他本人在克里姆林宫的圣母升天大教堂宣读了这篇文章。弗拉基米尔评价了《议定书》，指出它的作者的“可怕”意图与俄国革命活动有关，从宗教，而非政治的观点研究俄罗斯社会当时正在进行的社会动乱。他呼吁东正教信徒起来反对敌基督。
1912年，圣彼得堡都主教安东尼去世后，弗拉基米尔都主教当选，填补了这一职位。他在这个城市进展顺利，然而，由于他批评格里高利·叶菲莫维奇·拉斯普京而结束。
1915年12月，弗拉基米尔调任基辅，从1915年到1918年担任基辅都主教。十月革命数月之后，2月7日1918年［儒略曆1月25日］，弗拉基米尔都主教被5名红军士兵逮捕，当着修士们的面立即处死。
1998年10月4日，弗拉基米尔都主教被俄罗斯正教会封为圣人，其庆日定于1月25日，他殉道的日期。俄罗斯正教会遵循传统的儒略曆确定宗教节日，目前，1月25日即现代公历的2月7日。他是苏俄第一位殉道的主教。